# Prunus vavilovii
Prunus vavilovii är en rosväxtart som först beskrevs av M. Pop., och fick sitt nu gällande namn av E. Murr.. Prunus vavilovii ingår i släktet prunusar, och familjen rosväxter. Inga underarter finns listade i Catalogue of Life.